# Усли, Василий Михайлович
Василий Михайлович Усли (настоящая фамилия — Сотнезов; 1912—1941) — советский чувашский поэт, переводчик, сеспелевед.

## Биография
Василий Сотнезов родился 9 октября 1912 года в деревне Ускасы Чебоксарского уезда (ныне Мариинско-Посадский район Чувашии). Проходил обучение в Ульяновском и Чебоксарском педагогических техникумах. Работал в республиканской газете «Канаш» заведующим отделом литературы и искусства. С 1939 года член Союза писателей СССР.
Под псевдонимом Василий Усли издал книги стихов: «Малтанхи утӑмсем» («Первые шаги», 1935), «Сӑвӑсем» («Стихи», 1939), «Пурнӑҫ» («Жизнь», 1941). Переводил на чувашский язык стихи украинских поэтов, в частности Тараса Шевченко.
После начала Великой Отечественной войны ушёл на фронт. Пропал без вести в 1941 году во время боёв под Киевом.

## Память
В родной деревне Ускасы открыт мемориальный музей Василия Усли.